# Tabebuia palustris
Tabebuia palustris là một loài thực vật có hoa trong họ Chùm ớt. Loài này được Hemsl. miêu tả khoa học đầu tiên năm 1882.